# I Загальночорноморський з'їзд
I Загальночорноморський з'їзд (Перший з'їзд делегатів Чорноморського флоту, Перший Чорноморський флотський з'їзд) — з'їзд комітетів екіпажів кораблів і берегових команд Чорноморського флоту Росії, що відбувся в Севастополі 6 (19) листопада — 19 листопада (2 грудня) 1917 року.

## Хід роботи та рішення з'їзду
З'їзд проходив у наелектризованій атмосфері. Серед 88 делегатів із вирішальним голосом, які були присутні на з'їзді, було 27 лівих есерів, 22 більшовики, 17 українських есерів, 16 безпартійних, 6 меншовиків та правих есерів. Склад делегатів дозволяв коаліції більшовиків, лівих та українських есерів диктувати з'їзду свою волю.
Сучасні російські історики В. та А. Зарубіни у своїй роботі, присвяченій історії Громадянської війни у Криму, звернули увагу на знакову дискусію про громадянську війну, що розгорнулася на з'їзді. У своїх виступах матрос-балтієць, більшовик Микола Пожаров та лідер фракції українських есерів, представник севастопольського українського військового комітету Костянтин Величко доводили, що боятися громадянської війни не потрібно, що громадянські війни завжди супроводжують соціальні революції та нерозривно пов'язані з ними. Правий есер С. Ріш відповідав їм, що революції гинули, якщо вони спричиняли початок громадянської війни. Зрештою, бачачи, що їхня думка не вплине на рішення з'їзду, праві есери та меншовики залишили з'їзд.
Резолюція щодо «поточного моменту», запропонована більшовиком Юрієм Гавеном, повністю підтримала більшовицьке збройне повстання у Петрограді: «…Чорноморський флот вважає новообраний з'їздом Рад ЦВК єдиним джерелом влади… З'їзд закликає всіх матросів, солдатів, робітників і селян згуртуватися навколо своїх Рад і підтримати в боротьбі з контрреволюцією». З'їзд направив вітальні телеграми «всім флотам та арміям революційної Росії», Раднаркому та Володимиру Леніну, запевнивши їх у своїй підтримці.
Величко від імені українських есерів, зацікавлених у наданні підтримки Центральної ради, запропонували направити до Києва озброєний загін матросів Чорноморського флоту. Рішення з цього питання було ухвалено 42 голосами проти двадцяти семи.

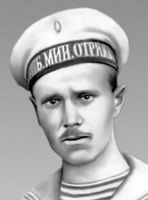
Микола Пожаров, матрос-балтієць, більшовик
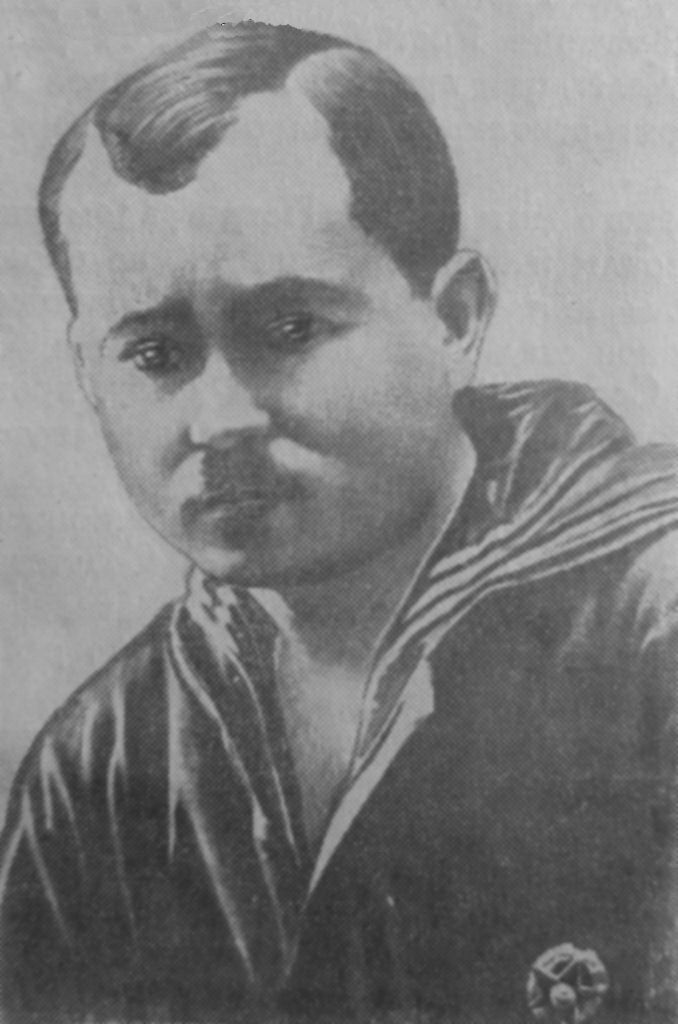
Новий головний комісар Чорноморського флоту, Василь Роменець

Представник робочих організацій міста, що прибув з Ростова-на-Дону, звернувся до з'їзду із закликом направити в Область Війська Донського озброєні загони для встановлення радянської влади та захисту її від сил донського отамана Олексія Каледіна. Проти цього на з'їзді різко виступили представники командування флоту, яких підтримали українські есери, заявивши, що морякам не слід втручатися у «внутрішні справи» Області Війська Донського. Але на підтримку ростовського пролетаріату палко виступили більшовицькі делегати. Пожаров заявив: «Каледін візьме Ростов, візьме і Київ, якщо йому не протидіяти докорінно». Після бурхливих дебатів думка більшовиків переважила.
З'їзд обрав 65 делегатів від Чорноморського флоту та Дунайської флотилії на майбутній Перший всеросійський з'їзд військового флоту.
З'їзд схвалив українізацію флоту за умови, що це рішення буде підтримане Всеросійськими Установчими зборами. Втім, це була марна формальність — українізація вже йшла спонтанно і без жодних дозволів.
З'їзд схвалив постанову Раднаркому про розпуск Всеросійського Центрофлоту, який не підтримав жовтневий переворот. 18 листопада новий склад Центрального комітету Чорноморського флоту (Центрофлоту), створеного наприкінці серпня для об'єднання діяльності рад та комітетів військово-морських баз та портів Чорного моря, обрав головним комісаром Чорноморського флоту матроса-більшовика Василя Роменця замість комісара Тимчасового уряду есера Іллі Бунакова-Фондамінського. Його помічником став М. Колишевський, помічником для розв'язання питань з українським військовим комітетом — П. Зінченко.
Увечері 19 листопада (2 грудня) 1917 року, виконуючи рішення з'їзду, всі кораблі Чорноморського флоту, за винятком одного міноносця, спустили Андріївські, чорні і синьо-жовті прапори та наступного ранку підняли тільки червоні.

## Наступні події
Проти відправлення загонів матросів, проте, виступила Севастопольська Рада, в якій більшовики ще не мали більшості. Лише після запеклих дискусій та приєднання до більшовиків українських есерів, зацікавлених у збройній підтримці Центральної ради, Севастопольська Рада 182 голосами «за», за 89 голосів «проти» та 28 утриманих, затвердила відправлення загонів на Дон та до Києва.
9 (22) листопада до Києва вирушив ешелон із 700 матросами. 12 (25) листопада із Севастополя до Ростова вийшла флотилія у складі ескадреного міноносця «Капітан Сакен», двох тральщиків, кількох дрібних суден і десантного загону моряків. Флотилією командувала обрана Загальночорноморським з'їздом «комісія п'яти» на чолі з матросом-більшовиком Володимиром Драчуком. 24 листопада (7 грудня) вона, здійснивши заходи в порти Бердянськ, Маріуполь і Таганрог, прибула до Ростова, де чорноморці взяли участь у боях із козаками та добровольцями.
У період 22-25 листопада (5-8 грудня) двома ешелонами на Дон для боротьби проти Каледіна було відправлено чорноморський загін чисельністю близько 2500 осіб. Керівництво загоном було покладено на матроса-анархіста Олексія Мокроусова, А. Толстова та С. Степанова. Дорогою загін отримав наказ головнокомандувача Південним революційним фронтом боротьби з контрреволюцією Володимира Антонова-Овсієнко рухатися до Білгорода, на перехоплення зведеного загону ударників Західного та Південно-Західного фронтів, що пробивалися на Дон на з'єднання з військами Каледіна.
Командування та офіцерський корпус Чорноморського флоту різко негативно поставилися до рішення про залучення матросів у озброєній боротьбі з «контрреволюцією», що було сприйнято революціонізованими масами як підтримка «контрреволюції». З 5 (28) листопада 1917 року в Севастополі почалися самочинні арешти офіцерів.
Ініціативне рішення З'їзду сформувати збройні загони для участі у боротьбі з контрреволюційними силами на Дону довелося дуже доречно для уряду Радянської Росії, який тільки почав збирати воєдино розрізнені сили для наступу проти Каледіна. Припис Раднаркому головному комісару Чорноморського флоту Роменцю у відповідь на його телеграми до революційної Ставки надійшло лише 26 листопада (9 грудня): «Дійте з усією рішучістю проти ворогів народу. Не чекаючи ніяких вказівок згори».
Коли ж у грудні 1917 року отримали перший бойовий досвід у громадянській війні та озлоблені отриманими втратами загони матросів повернулися до Криму, тут почалися самочинні розправи над флотськими та армійськими офіцерами. Концентрація в Криму значної кількості більшовизованих і анархічних матросів, які взяли участь у перших кривавих зіткненнях громадянської війни, що почалася, стало потужним фактором радикалізації загальної ситуації на півострові.